# .ci
Pour les articles homonymes, voir CI.
.ci est le domaine de premier niveau national (country code top level domain : ccTLD) réservé à la Côte d'Ivoire.